# Jaguar (jagare)
Jaguar var en så kallad "stor jagare" ("contre-torpilleur") av Chacal-klass som byggdes för den franska flottan under 1920-talet. Hon tillbringade större delen av sin tjänstgöring före andra världskriget som flaggskepp för olika jagarflottiljer. Fartyget eskorterade konvojer i Atlanten efter andra världskrigets början i september 1939 tills det skadades svårt vid en kollision i januari 1940. Fem månader senare, efter att reparationerna var klara, sattes hon in i Engelska kanalen efter att slaget om Frankrike inleddes i maj 1940. Jaguar torpederades av tyska S-båtar den 23 maj och var tvungen att stranda för att inte sjunka. Hennes vrak avskrevs som oreparerbart.

## Design och beskrivning
Fartygen i Chacal-klassen var utformade för att mäta sig med de stora italienska jagarna i Leone-klassen. De hade en total längd på 126,8 meter, en bredd på 11,1 meter och ett djupgående på 4,1 meter. Fartygens deplacement var 2 126 ton vid standardlast och 2 980-3 075 ton vid fullast. De drevs av två växlade ångturbiner som vardera drev en propelleraxel och använde ånga från fem du Temple-pannor. Turbinerna var konstruerade för att producera 49 000 shp (37 000 kW), vilket skulle ge fartygen en maximal hastighet på 35,5 knop (65,7 km/h). Fartygen hade 530 ton brännolja med sig, vilket gav dem en räckvidd på 3 000 nautiska mil (5 600 km) vid 15 knop (28 km/h). Besättningen bestod av 10 officerare och 187 besättningsmän i fredstid och 12 officerare och 209 besättningsmän i krigstid.
Chacal-klassens huvudbestyckning bestod av fem enkelmonterade Canon de 13 cm Modèle 1919 sjömålskanoner, ett par kanoner för och akter om överbyggnaden och en femte kanon bakom den akterliga skorstenen. Kanonerna var numrerade från "1" till "5" från för till akter. Deras luftvärnsbestyckning bestod av två Canon de 7,5 cm kanoner modell 1924 i enkelmontage placerade mittskepps. Fartygen hade två trippeluppsättningar ovanför vattnet av 55 cm torpedtuber. De var också utrustade med fyra sjunkbombskastare för vilka de bar ett dussin 100-kilograms sjunkbomber.

## Konstruktion och tjänstgöring
Jaguar beställdes den 18 april 1922 från Arsenal de Lorient. Hon kölsträcktes den 24 augusti 1922, sjösattes den 17 november 1923, färdigställdes den 7 oktober 1926 och togs i bruk den 19 november. Färdigställandet fördröjdes av problem med maskineriet och sena leveranser från underleverantörer. Redan innan hon var formellt färdigställd deltog hon i en kryssning i Östersjön i mitten av 1926 och besökte Dakar i Franska Västafrika i december. Hon gjorde ytterligare ett hamnbesök i april 1927 i Sevilla, Spanien. Följande månad var hon ett av de fartyg som eskorterade Gaston Doumergue, Frankrikes president, över Engelska kanalen under hans statsbesök i Storbritannien. Jaguar följde sedan med den lätta kryssaren Lamotte-Picquet när hon besökte Dakar och Buenos Aires i Argentina mellan juni och september. Fartyget blev den 1 maj 1928 flaggskepp för 1:a torpedbåtsflottiljen i 1:a skvadronen (1ere Escadre), baserad i Toulon.
Två år senare deltog fartyget i flottuppvisningen i Alger den 10 maj 1930 för att fira hundraårsminnet av den första franska landstigningen i Algeriet den 13 juni 1830. De fyra sjunkbombskastarna togs bort 1932. Ungefär två år senare ersattes 7,5 cm kanonerna av fyra dubbelmonterade 13,2-millimeter kulsprutor. Jaguar blev flaggskepp för 2:a torpedbåtsflottiljen i 2:a eskadern (2e Escadre) i Brest den 5 juli 1935. Fartyget avlöstes som flaggskepp den 26 september 1937, men återupptog tillfälligt sin tidigare roll från den 1 mars till den 22 juni 1939 medan jagaren Bison reparerades efter en kollision.
När kriget började i september 1939 tillhörde Jaguar tillsammans med sina systerfartyg Chacal och Léopard 2:a divisionen för "stora jagare" (2e division de contre-torpilleur) (DCT). Mellan oktober och december fick fartyget två sjunkbombskastare återinstallerade, kanon nr 3 avlägsnad och dess förvaring av sjunkbomber reducerad till ett dussin 200 kg och åtta 100 kg sjunkbomber för att förbättra dess stabilitet. Hon tilldelades det västra kommandot (Forces maritimes de l'Ouest) för konvojeskort från oktober till januari 1940 där hon skyddade konvojer som färdades mellan Gibraltar och Brest samt Casablanca, Franska Marocko och Le Verdon-sur-Mer. Natten mellan den 16 och 17 januari 1940 rammades Jaguar oavsiktligt av den brittiska jagaren Keppel. Kollisionen dödade en besättningsman ombord på det franska fartyget och Keppels bog trängde ända in i Jaguars mittlinje. Fartyget kunde nå Brest den 19 januari för att påbörja reparationer som pågick fram till början av maj.
När slaget om Frankrike inleddes den 10 maj förflyttades 2:a DCT till Engelska kanalen för att stödja de brittiska styrkorna där. Den 23 maj, när Jaguar gick in i Dunkerques hamn med en sprängpatrull ombord, träffades den av en torped avfyrad av antingen S-båten S-21 eller S-23. Detonationen dödade 13 män och skadade 23. Fartyget strandsattes i Malo-les-Bains för att inte sjunka och avskrevs därefter.